# اینسایت
اینسایت (به انگلیسی: Insyte) نام غیر رسمی شرکت بی‌ای‌ئی سیستمز اینتگریتد سیستمز تکنالجیز (به انگلیسی: BAE Systems Integrated System Technologies)، بخشی از شرکت بی‌ای‌ئی سیستمز بود. این بخش سازندهٔ اصلی تجهیزات الکترونیک دفاعی، سیستم‌های فرماندهی و کنترل یکپارچه، رادارها، شبیه سازها، سیستم‌های هواشناسی بود.